# Carlo Maffei di Boglio
Carlo Giuseppe Maria Maffei di Boglio (Torino, 14 novembre 1772 – Torino, 28 aprile 1854) è stato un generale e politico italiano, che fu Primo scudiero del re Carlo Alberto di Savoia e Gran Mastro del Corpo d'artiglieria di stanza al Palazzo reale di Torino. Senatore del Regno di Sardegna, fu insignito del Collare di Cavaliere dell'Ordine della Santissima Annunziata e dell'onorificenza di Cavaliere di Gran Croce decorato di Gran Cordone dell'Ordine dei Santi Maurizio e Lazzaro.

## Biografia
Nacque a Torino il 14 novembre 1772, figlio del marchese Vittorio Amedeo, conte di Boglio, e della contessa Rosa Maria Caterina Porporato d'Alma. La sua famiglia era una prosapia di antica nobiltà che aveva ottenuto già dal 20 giugno 1488 un diploma che concedeva come trasmissibile il titolo di Patrizio Romano ai propri discendenti (poi perfezionato con bolla pontificia del 4 gennaio 1746).
Sin dalla giovinezza intraprese la carriera militare, favorito dallo zio Annibale, già ambasciatore del Regno di Sardegna in Inghilterra. Ciò nonostante poco o nulla si conosce relativamente al suo cursus onorum. Nel 1818 era tenente colonnello dei "Cavalleggeri del Re" e nel 1821 comandante generale della Guardia nazionale. Poco prima dello scoppio dei moti del 1821 fu ammonito da Alessandro Saluzzo di Monesiglio a non creare inutili allarmismi su complotti politici, e dopo lo scoppio dell'insurrezione, rimasto fedele al nuovo sovrano Carlo Felice di Savoia, fu comandante dei "Cavalleggeri del Re" durante lo scontro di Novara (4 aprile). Nel 1824 assunse il comando del Reggimento "Dragoni del Genevese" di stanza a Pinerolo. Promosso maggior generale, nel 1830 divenne vicecomandante della 1ª Compagnia archibugieri guardie della porta e il 27 febbraio 1833 fu nominato Secondo scudiero del re Carlo Alberto di Savoia e vicecomandante delle guardie del corpo reali. Fu promosso tenente generale il 20 dicembre 1834; l'anno successivo fu insignito dell'onorificenza di Commendatore dell'Ordine dei Santi Maurizio e Lazzaro. Il 12 marzo 1839 divenne Primo scudiero del re e nel 1840 fu insignito della Gran Croce dell'Ordine dei Santi Maurizio e Lazzaro. Divenuto Gran Mastro del Corpo d'artiglieria di stanza presso il palazzo reale di Torino dal 1º giugno 1841,  il 30 ottobre 1847 fu elevato al rango di generale d'armata. Senatore del Regno di Sardegna il 3 aprile 1848, fu nominato comandante superiore la guardia nazionale di Torino e introdotto a corte come Gentiluomo di Corte della regina Maria Adelaide. Il 27 marzo 1840 venne insignito del Gran Cordone dell'Ordine dei Santi Maurizio e Lazzaro e della Medaglia Mauriziana per i dieci lustri di servizio; il 15 giugno 1850 ricevette dal re Vittorio Emanuele II di Savoia il Collare di Cavaliere dell'Ordine della Santissima Annunziata. Nel 1851 ricevette il titolo di Commendatore dell'Ordine di San Gregorio Magno. Morì a Torino il 28 aprile 1854.
Si era sposato due volte: la prima con Maria Barbara D'Hallot Des Hayes, nobile savoiarda dalla quale ebbe gli unici quattro figli, e poi con Luigia Bonardi.

### Annotazioni
1. ↑  Il re Vittorio Emanuele I di Savoia gli disse: siamo in carnevale, divertitevi.
2. ↑  Esso era stato formato con elementi provenienti da tre disciolti reggimenti di cavalleria.

### Fonti
1. 1 2 3 4 5 6 7 8 9  Ilari, Shamà 2008, p. 302.
2. 1 2 3 4  Il cannochiale.
3. ↑   Calendario generale pe' regii stati, 1845,  p. 142. URL consultato il 12 marzo 2021.